# Ertso-Tianeti
Ertso-Tianeti (en georgiano: ერწო-თიანეთი) es una pequeña región histórica montañosa en el noreste de Georgia. Se encuentra a lo largo de la parte superior del valle del Iori en lo que ahora es el municipio de Tianeti en la región de Mtsjeta-Mtianeti. Su capital histórica es Tianeti.

## Toponimia
El nombre del área es compuesto y consta de sus dos subdivisiones: Ertso (en georgiano: ერწო) en el sur y Tianeti (en georgiano: თიანეთი) en el norte.

## Geografía
Ertso-Tianeti se encuentra en las estribaciones del sur de las montañas del Gran Cáucaso. Sus fronteras históricas son las regiones de Pshavia al norte, Kajetia al sur y al este, y el río Aragvi al oeste.

## Historia
Ertso-Tianeti fue históricamente parte del saeristavo (ducado) de Kajetia. Según la tradición georgiana y relatos del siglo XI, Santa Ninó convirtió al cristianismo a los habitantes de la región junto con el resto de Iberia alrededor del año 330. Debido a su ubicación geográfica, Ertso-Tianeti fue una región de gran importancia estratégica y económica durante la Edad Media. La atravesaba un ramal de la carretera comercial que unía Kartli con la Albania caucásica y Armenia. Durante este período (siglos VI-IX), Tianeti sirvió como punto de apoyo desde el cual los señores de Kartli extendieron su influencia política y cultural sobre el Gran Cáucaso. Durante la lucha por la unificación de Georgia en el siglo X, el reino de Abjasia utilizó la conquista de Tianeti para la lealtad del ducado de Kajetia. En el siglo XIII, la región de Ertso-Tianeti también tuvo que soportar las invasiones mongolas. 
En el siglo XV, después del colapso del reino unificado de Georgia, Ertso-Tianeti se convirtió en uno de los samouravo o distritos del reino de Kajetia. Su territorio fue objeto de frecuentes conflictos entre Kajetia y el ducado de Aragvi. En 1614, el área quedó prácticamente despoblada como resultado de la invasión persa de Kajetia. Las aldeas desocupadas fueron posteriormente reubicadas por inmigrantes de las regiones montañosas vecinas de Pshavia y Jevsuretia, con las que los vínculos económicos siempre han sido fuertes.

## Galería

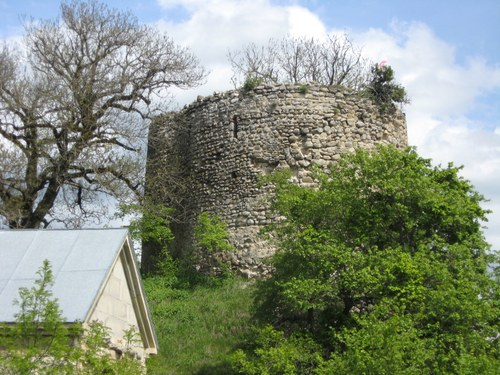
Fortaleza de Bochorma
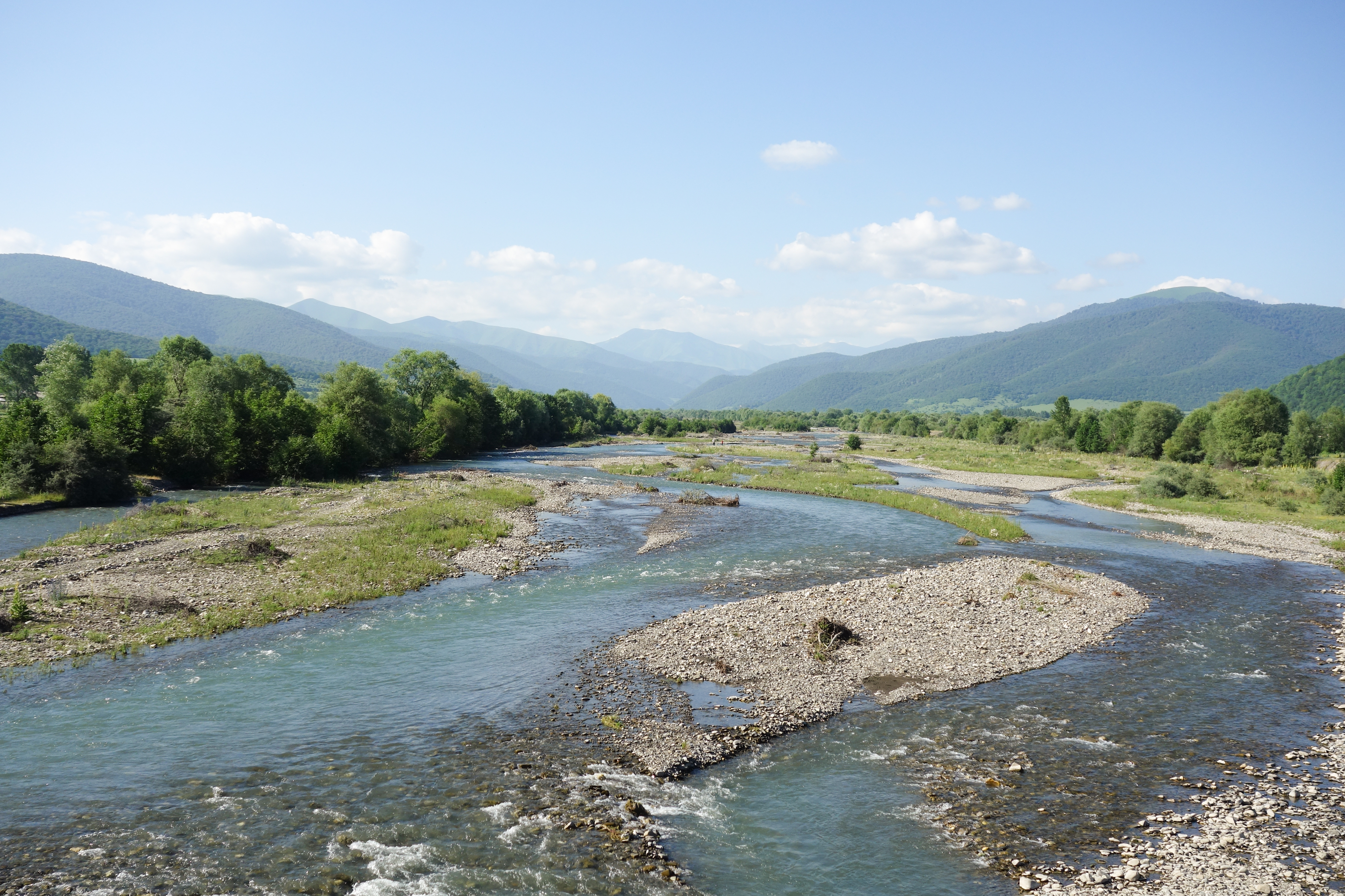
Río Iori a su paso por Tianeti